# صابونی
صابونی (نام علمی: Saponaria officinalis) نام یک گونه از سرده صابونی است.